# Niphosticta
Niphosticta là một chi bướm đêm thuộc họ Erebidae.